# Ramsowo (gromada)
Ramsowo – dawna gromada, czyli najmniejsza jednostka podziału terytorialnego Polskiej Rzeczypospolitej Ludowej w latach 1954–1972.
Gromady, z gromadzkimi radami narodowymi (GRN) jako organami władzy najniższego stopnia na wsi, funkcjonowały od reformy reorganizującej administrację wiejską przeprowadzonej jesienią 1954 do momentu ich zniesienia z dniem 1 stycznia 1973, tym samym wypierając organizację gminną w latach 1954–1972.
Gromadę Ramsowo z siedzibą GRN w Ramsowie utworzono – jako jedną z 8759 gromad na obszarze Polski – w powiecie olsztyńskim w woj. olsztyńskim na mocy uchwały nr 21 WRN w Olsztynie z dnia 4 października 1954. W skład jednostki weszły obszary dotychczasowych gromad Kromerowo, Ramsówko i Ramsowo oraz miejscowość Dobrąg z dotychczasowej gromady Tumiany ze zniesionej gminy Ramsowo w tymże powiecie. Dla gromady ustalono 10 członków gromadzkiej rady narodowej.
1 stycznia 1960 do gromady Ramsowo włączono obszar zniesionej gromady Bartołty Wielkie w tymże powiecie.
31 grudnia 1961 do gromady Ramsowo włączono wsie Kiersztanowo i Wipsowo oraz osady Dębno i Rycybałt ze zniesionej gromady Wipsowo w tymże powiecie.
1 stycznia 1969 do gromady Ramsowo włączono część obszaru PGR Kojtryny (1 ha) z gromady Biskupiec w powiecie biskupieckim w tymże województwie.
Gromada przetrwała do końca 1972 roku, czyli do kolejnej reformy gminnej.